# Série 8000 (Metrô de Madrid)

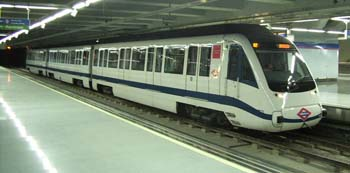
"Série 8000" na estação Colombia

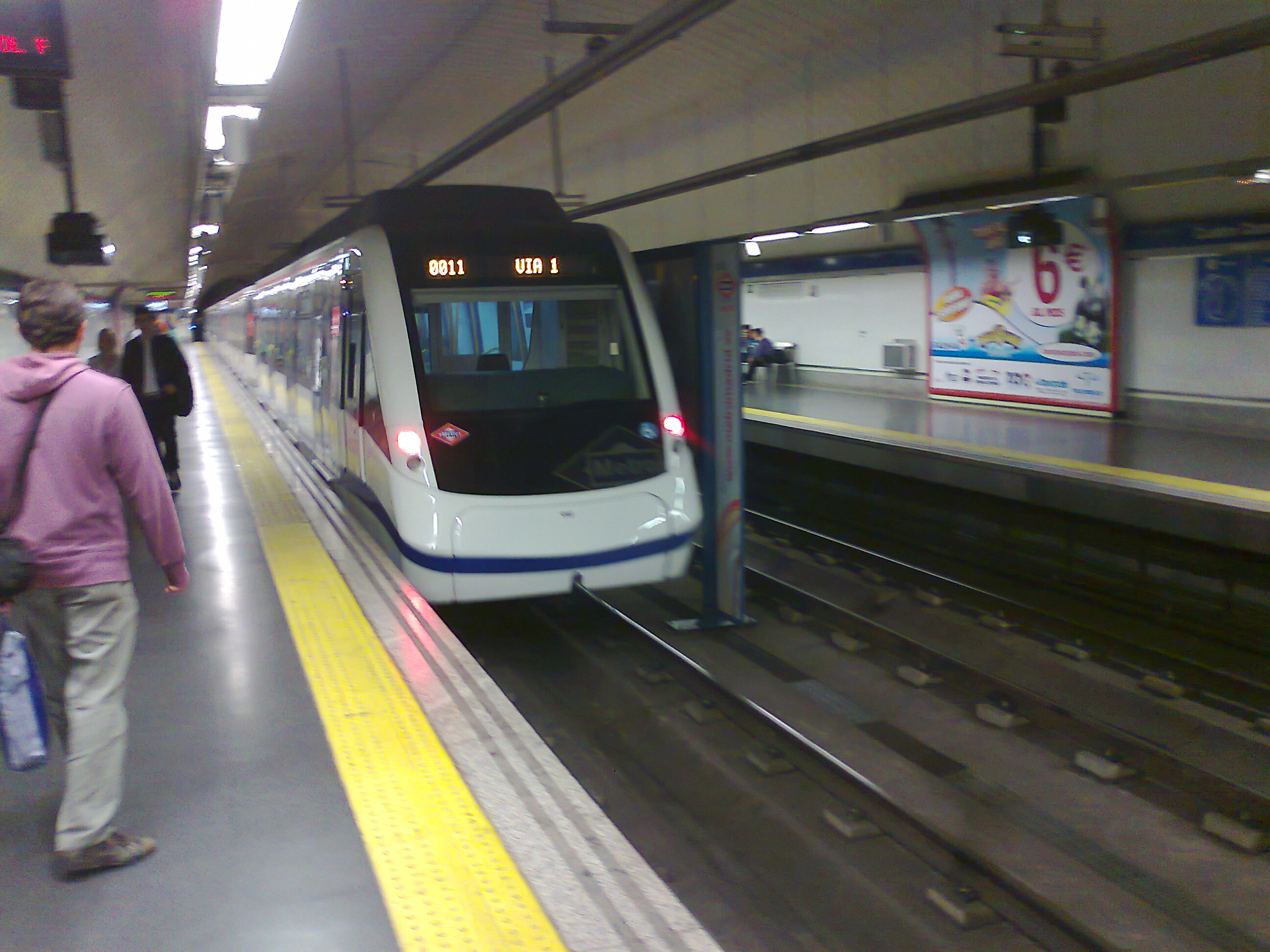
"Série 8400" na estação Cuatro Caminos

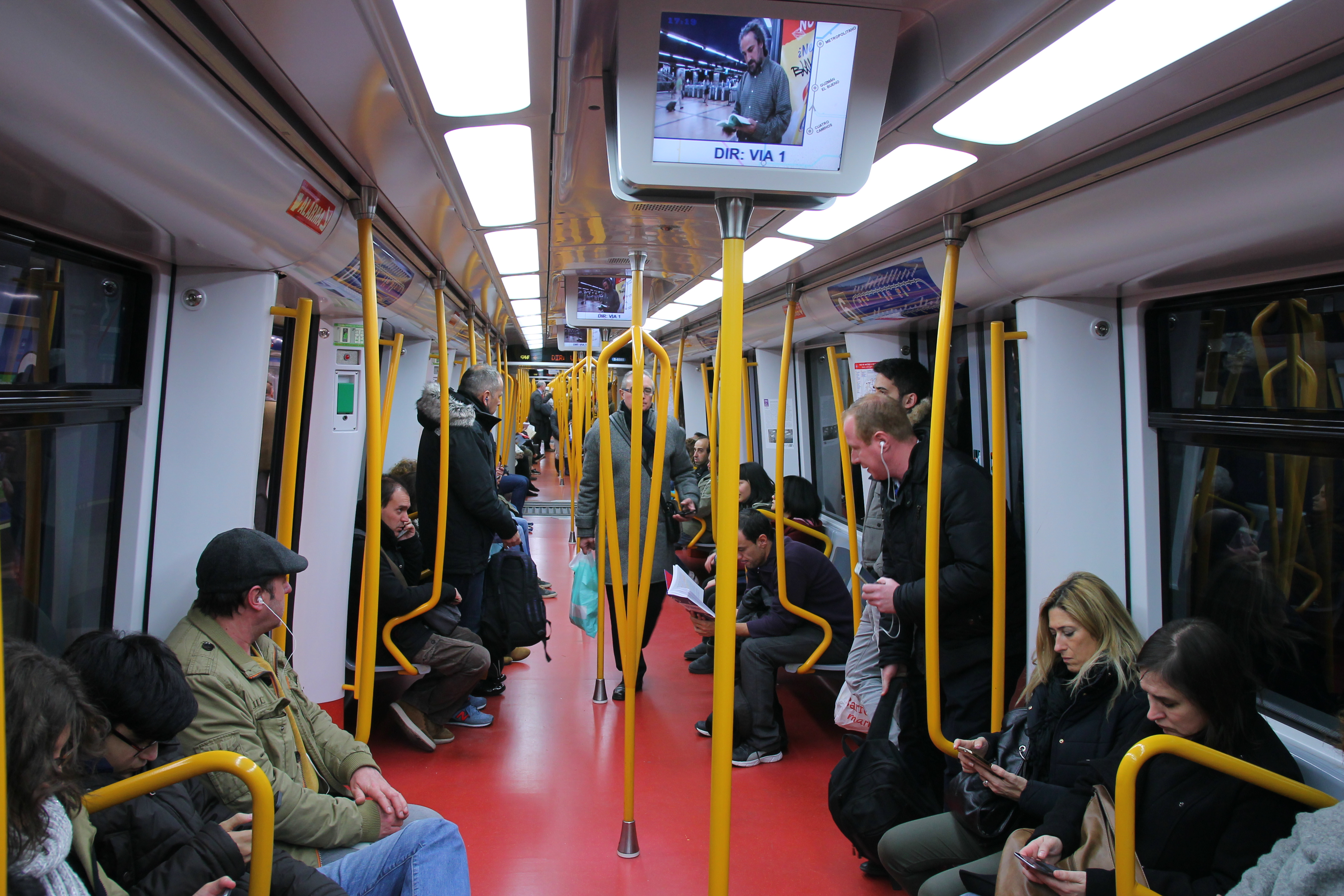
Vista interna

A Série 8000 é um tipo de automotora fabricada pela empresa espanhola Construcciones y Auxiliar de Ferrocarriles, utilizada no Metro de Madrid.